# Leichtathletik-U20-Europameisterschaften 2017
Die 24. Leichtathletik-U20-Europameisterschaften fanden vom 20. bis zum 23. Juli 2017 in der italienischen Stadt Grosseto statt. Grosseto war nach 2001 zum zweiten Mal Ausrichter der Junioreneuropameisterschaften.
Die Vergabe der Titelkämpfe an Grosseto erfolgte am 12. Juni 2015 beim 144. offiziellen Council-Meeting der European Athletic Association (EAA) in Oslo.
Die Europameisterschaften konnten große wirtschaftliche und soziale Erfolge verzeichnen, wie eine Studie des italienischen Leichtathletik-Verbandes (FIDAL) hervorbrachte. Ihr zufolge flossen acht Millionen Euro in die lokalen, regionalen und nationalen Kassen, als auch das Image sei durch die Meisterschaften positiv gestiegen, da 97 Prozent der Besucher wieder hinfahren würden.

## Teilnehmer
Der Deutsche Leichtathletik-Verband (DLV) benannte 80 Leichtathleten (37 Junioren und 43 Juniorinnen).
Der Schweizer Leichtathletikverband (Swiss Athletics) selektionierte ein 37-köpfiges Team (19 Männer und 18 Frauen).
Vom Österreichischen Leichtathletik-Verband (ÖLV) wurden 19 Athleten ausgewählt, von denen nur 15 in 18 Bewerben antreten sollten, denn vier Athleten konnten aus diversen Gründen trotz erbrachter Limits nicht an den Start gehen.
Der Luxemburger Leichtathletikverband (FLA) entsandte vier Sportlerinnen.

## Ergebnisse

### Männer

#### 100 m
| Platz | Athlet           | Land | Zeit (s) |
| ----- | ---------------- | ---- | -------- |
| 1     | Filippo Tortu    | ITA  | 10,73    |
| 2     | Samuel Purola    | FIN  | 10,79    |
| 3     | Oliver Bromby    | GBR  | 10,88    |
| 4     | Thomas Barthel   | GER  | 10,92    |
| 5     | Sergio López     | ESP  | 10,95    |
| 6     | Henrik Larsson   | SWE  | 10,98    |
| 7     | Abdoulaye Drame  | FRA  | 11,06    |
| 8     | Milo Skupin-Alfa | GER  | 11,13    |

Datum: 21. Juli
Wind: −4,3 m/s

#### 200 m
| Platz | Athlet            | Land | Zeit (s) |
| ----- | ----------------- | ---- | -------- |
| 1     | Toby Harries      | GBR  | 20,81 PB |
| 2     | Jona Efoloko      | GBR  | 20,92 PB |
| 3     | Samuel Purola     | FIN  | 21,00    |
| 4     | Pol Retamal       | ESP  | 21,02    |
| 5     | Daniel Ambros     | ESP  | 21,19    |
| 6     | Mark Smyth        | IRL  | 21,36 PB |
| 7     | Manuel de Nicolas | ESP  | 21,51    |
| 8     | Tamás Máté        | HUN  | 21,51    |

Datum: 22. Juli
Wind: −0,9 m/s

#### 400 m
| Platz | Athlet                | Land | Zeit (s)  |
| ----- | --------------------- | ---- | --------- |
| 1     | Vladimir Aceti        | ITA  | 45,92 EJL |
| 2     | Tymoteusz Zimny       | POL  | 46,04 PB  |
| 3     | Jonathan Sacoor       | BEL  | 46,23     |
| 4     | Tony Nõu              | EST  | 46,24 NJR |
| 5     | Owen Richardson       | GBR  | 46,49 PB  |
| 6     | Christopher O’Donnell | IRL  | 46,54 NJR |
| 7     | Manuel Sanders        | GER  | 46,82     |
| 8     | Lapo Bianciardi       | ITA  | 47,78     |

Datum: 22. Juli

#### 800 m
| Platz | Athlet             | Land | Zeit (min) |
| ----- | ------------------ | ---- | ---------- |
| 1     | Marino Bloudek     | CRO  | 1:48,70    |
| 2     | Markhim Lonsdale   | GBR  | 1:48,82    |
| 3     | John Fitzsimons    | IRL  | 1:49,15    |
| 4     | Ben Greenwood      | GBR  | 1:49,37    |
| 5     | Vojtech Mlynár     | CZE  | 1:49,47    |
| 6     | Benjamin Robert    | FRA  | 1:49,82    |
| 7     | Athanasios Kalakos | GRE  | 1:50,01    |
| 8     | Eduardo Romero     | ESP  | 1:51,80    |

Datum: 23. Juli

#### 1500 m
| Platz | Athlet                      | Land | Zeit (min) |
| ----- | --------------------------- | ---- | ---------- |
| 1     | Jake Heyward                | GBR  | 3:56,73    |
| 2     | Dries De Smet               | BEL  | 3:56,98    |
| 3     | Adrián Ben                  | ESP  | 3:57,32    |
| 4     | Andreas Lindgreen           | DEN  | 3:57,59    |
| 5     | Archie Davis                | GBR  | 3:57,65    |
| 6     | Thomas Jefferson Byrkjeland | NOR  | 3:57,68    |
| 7     | Mateusz Debski              | POL  | 3:58,55    |
| 8     | Jakob Ingebrigtsen          | NOR  | 3:58,64    |

Datum: 22. Juli

#### 5000 m
| Platz | Athlet             | Land | Zeit (min) |
| ----- | ------------------ | ---- | ---------- |
| 1     | Jakob Ingebrigtsen | NOR  | 14:41,67   |
| 2     | Tariku Novales     | ESP  | 14:44,66   |
| 3     | Dorin Rusu         | ROU  | 14:46,07   |
| 4     | Suldan Hassan      | SWE  | 14:51,76   |
| 5     | Markus Görger      | GER  | 14:59,80   |
| 6     | Sergio Alegre      | ESP  | 15:02,65   |
| 7     | Annasse Mahboub    | ESP  | 15:02,88   |
| 8     | Ilyes Boum         | FRA  | 15:03,75   |

Datum: 22. Juli

#### 10.000 m
| Platz | Athlet              | Land | Zeit (min)  |
| ----- | ------------------- | ---- | ----------- |
| 1     | Dorin Rusu          | ROU  | 31:08,86    |
| 2     | Sergiy Polikarpenko | ITA  | 31:10,85 PB |
| 3     | Sezgin Ataç         | TUR  | 31:12,18    |
| 4     | Mustafà Belghiti    | ITA  | 31:35,18    |
| 5     | Narve Gilje Nordås  | NOR  | 31:36,30    |
| 6     | Filipe Vitorino     | POR  | 31:44,98    |
| 7     | Albeto Mondazzi     | ITA  | 31:47,09    |
| 8     | Miguel González     | ESP  | 32:22,85    |

Datum: 20. Juli

#### 10.000 m Gehen
| Platz | Athlet               | Land | Zeit (min)  |
| ----- | -------------------- | ---- | ----------- |
| 1     | Sergei Schirobokow   | ANA  | 43:21,29    |
| 2     | José Manuel Pérez    | ESP  | 44:17,23    |
| 3     | Eduard Sabuschenko   | UKR  | 44:22,16    |
| 4     | Giacomo Brandi       | ITA  | 44:38,81    |
| 5     | David Kuster         | FRA  | 44:51,82    |
| 6     | Riccardo Orsoni      | ITA  | 45:10,82    |
| 7     | Abdulaziz Danis      | TUR  | 45:26,17 PB |
| 8     | Yeoryios Tzatzimakis | GRE  | 45:30,16    |

Datum: 22. Juli

#### 110 m Hürden (99 cm)
| Platz | Athlet              | Land | Zeit (s)  |
| ----- | ------------------- | ---- | --------- |
| 1     | Jason Joseph        | SUI  | 13,41     |
| 2     | Robert Sakala       | GBR  | 13,48 PB  |
| 3     | Luis Salort         | ESP  | 13,48 NJR |
| 4     | Max Hrelja          | SWE  | 13,54     |
| 5     | Rokas Ickys         | LTU  | 13,71 NJR |
| 6     | Johannes Treiel     | EST  | 13,78 NJR |
| 7     | Leo El Achkar       | FRA  | 13,92     |
| 8     | Liam van der Schaaf | NED  | DNF       |

Datum: 22. Juli

#### 400 m Hürden
| Platz | Athlet             | Land | Zeit (s)  |
| ----- | ------------------ | ---- | --------- |
| 1     | Wilfried Happio    | FRA  | 49,93 EJL |
| 2     | Alessandro Sibilio | ITA  | 50,34 PB  |
| 3     | David José Pineda  | ESP  | 50,41 NJR |
| 4     | Sinan Ören         | TUR  | 50,84 NJR |
| 5     | Hrvoje Čukman      | CRO  | 50,92 PB  |
| 6     | Maksims Sinčukovs  | LVA  | 50,98 NJR |
| 7     | Aleix Porras       | ESP  | 51,36     |
| 8     | Viktor Nylander    | SWE  | 52,76     |

Datum: 23. Juli

#### 3000 m Hindernis
| Platz | Athlet                      | Land | Zeit (min) |
| ----- | --------------------------- | ---- | ---------- |
| 1     | Jakob Ingebrigtsen          | NOR  | 8:50,00    |
| 2     | Alexis Phelut               | FRA  | 8:53,73    |
| 3     | Louis Gilavert              | FRA  | 8:57,12    |
| 4     | Stefan Schmid               | AUT  | 9:00,36 PB |
| 5     | Thomas Jefferson Byrkjeland | NOR  | 9:00,43    |
| 6     | Simon Sundström             | SWE  | 9:04,69    |
| 7     | Tolga Camdeviren            | FRA  | 9:07,71    |
| 8     | Nikodem Dworczak            | POL  | 9:08,76    |

Datum: 23. Juli

#### 4 × 100 m Staffel
| Platz | Land                   | Athleten                                                                  | Zeit (min) |
| ----- | ---------------------- | ------------------------------------------------------------------------- | ---------- |
| 1     | Deutschland            | Milo Skupin-Alfa Thomas Barthel Jonathan Petzke Emanuel Stubican          | 39,48 EJL  |
| 2     | Italien                | Andrei Alexandru Zlatan Nicholas Artuso Mario Marchei Filippo Tortu       | 39,50 NJR  |
| 3     | Spanien                | Javier Troyano Pol Retamal Daniel Ambros Sergio López                     | 39,59 NJR  |
| 4     | Vereinigtes Königreich | Dom Ashwell Oliver Bromby Kristian Jones Eden Davis                       | 39,67      |
| 5     | Frankreich             | William Reppert Melvin Raffin Ryan Zézé Abdoulaye Drame                   | 39,88      |
| 6     | Griechenland           | Konstantinos Zikos Panayiotis Arvanitis Michail Pappas Sotirios Garaganis | 40,40 NJR  |
| 7     | Finnland               | Daniel Savolainen Erno Mehtonen Samuel Purola Riku Illukka                | 40,59      |
| 8     | Belgien                | Marvin Nicque Kobe Vleminckx Jordan Paquot Raphael Kapenda                | 40,82      |

Datum: 23. Juli

#### 4 × 400 m Staffel
| Platz | Land        | Athleten                                                           | Zeit (min)  |
| ----- | ----------- | ------------------------------------------------------------------ | ----------- |
| 1     | Italien     | Vladimir Aceti Edoardo Scotti Klaudio Gjetja Alessandro Sibilio    | 3:08,68 WJL |
| 2     | Frankreich  | Fabrisio Saïdy Teo Andant Lidji Mbaye Wilfried Happio              | 3:09,04     |
| 3     | Polen       | Mateusz Rzeźniczak Antoni Walicki Maciej Holub Tymoteusz Zimny     | 3:09,32     |
| 4     | Türkei      | Ahmet Kasap Akin Özyürek Berkay Çalik Mahsum Korkmaz               | 3:09,45 NJR |
| 5     | Lettland    | Maksims Sinčukovs Edgars Pavars Iļja Petrušenko Austris Karpinskis | 3:11,62     |
| 6     | Schweiz     | Charles Devantay Ricky Petrucciani Julien Bonvin Ryan Wyss         | 3:11,67     |
| 7     | Tschechien  | Jakub Veselý Štepán Bosák Jan Peták Ondrej Holub                   | 3:12,33     |
|       | Deutschland | Manuel Sanders Florian Colon-Marti Lorenz Niedrig Marvin Schlegel  | DSQ         |

Datum: 23. Juli

#### Hochsprung
| Platz | Athlet            | Land | Höhe (m) |
| ----- | ----------------- | ---- | -------- |
| 1     | Maksim Nedassekau | BLR  | 2,33 CR  |
| 2     | Dmytro Nikitin    | UKR  | 2,28 PB  |
| 3     | Tom Gale          | GBR  | 2,28 PB  |
| 4     | Alperen Acet      | TUR  | 2,22 PB  |
| 5     | Mateusz Tofil     | POL  | 2,17 =PB |
| 6     | Nicholas Nava     | ITA  | 2,17     |
| 7     | Thomas Carmoy     | BEL  | 2,17     |
| 8     | Juozas Baikštys   | LTU  | 2,14     |
| 8     | Sven van Merode   | NED  | 2,14     |

Datum: 22. Juli

#### Stabhochsprung
| Platz | Athlet               | Land | Höhe (m) |
| ----- | -------------------- | ---- | -------- |
| 1     | Armand Duplantis     | SWE  | 5,65 CR  |
| 2     | Bo Kanda Lita Baehre | GER  | 5,45     |
| 3     | Romain Gavillon      | FRA  | 5,35 PB  |
| 4     | Pierre Cottin        | FRA  | 5,25 SB  |
| 4     | Robin Nool           | EST  | 5,25     |
| 6     | Sondre Guttormsen    | NOR  | 5,10     |
| 7     | Isidro Leyva         | ESP  | 5,10     |
| 8     | Sander Moldau        | EST  | 5,10 =SB |

Datum: 23. Juli

#### Weitsprung
| Platz | Athlet                      | Land | Weite (m) |
| ----- | --------------------------- | ---- | --------- |
| 1     | Miltiadis Tendoglou         | GRE  | 8,07      |
| 2     | Jakub Andrzejczak           | POL  | 8,02 PB   |
| 3     | Héctor Santos               | ESP  | 7,96 PB   |
| 4     | Uladsislau Bulachau         | BLR  | 7,85 PB   |
| 5     | Enzo Hodebar                | FRA  | 7,79 PB   |
| 6     | Mateusz Różański            | POL  | 7,78 PB   |
| 7     | Hans-Christian Hausenberg   | EST  | 7,78 PB   |
| 8     | Panayiotis Mantzouroyiannis | GRE  | 7,74 PB   |

Datum: 21. Juli

#### Dreisprung
| Platz | Athlet            | Land | Weite (m) |
| ----- | ----------------- | ---- | --------- |
| 1     | Martin Lamou      | FRA  | 16,97 NJL |
| 2     | Andrea Dallavalle | ITA  | 16,87 NJR |
| 3     | Melvin Raffin     | FRA  | 16,82     |
| 4     | Quentin Mouyabi   | FRA  | 16,40 PB  |
| 5     | Răzvan Grecu      | ROU  | 15,89     |
| 6     | Emmanuel Ihemeje  | ITA  | 15,84     |
| 7     | Eneko Carrascal   | ESP  | 15,80 PB  |
| 8     | Alexandru Tache   | ROU  | 15,69     |

Datum: 23. Juli

#### Kugelstoßen
| Platz | Athlet              | Land | Weite (m) |
| ----- | ------------------- | ---- | --------- |
| 1     | Marcus Thomsen      | NOR  | 21,36 WJL |
| 2     | Szymon Mazur        | POL  | 20,70     |
| 3     | Odysseas Mouzenidis | GRE  | 20,67 NJR |
| 4     | Dsmitryj Karpuk     | BLR  | 20,14 NJR |
| 5     | Pascal Eichler      | GER  | 19,81     |
| 6     | Wictor Petersson    | SWE  | 19,80     |
| 7     | Veljko Nederljkovic | SRB  | 19,39     |
| 8     | Tobias Köhler       | GER  | 19,31     |

Datum: 21. Juli

#### Diskuswurf
| Platz | Athlet                | Land | Weite (m) |
| ----- | --------------------- | ---- | --------- |
| 1     | Oskar Stachnik        | POL  | 62,01 SB  |
| 2     | Hleb Schuk            | BLR  | 60,16     |
| 3     | George Evans          | GBR  | 59,05     |
| 4     | Tim Ader              | GER  | 58,16     |
| 5     | Christoforos Genethli | CYP  | 57,89     |
| 6     | Henrik Janssen        | GER  | 56,54     |
| 7     | Georgios Koniarakis   | CYP  | 55,87     |
| 8     | Wictor Petersson      | SWE  | 54,90     |

Datum: 23. Juli

#### Hammerwurf
| Platz | Athlet                    | Land | Weite (m) |
| ----- | ------------------------- | ---- | --------- |
| 1     | Hlib Piskunow             | UKR  | 81,75 CR  |
| 2     | Aljaksandr Schymanowitsch | BLR  | 77,74     |
| 3     | Dániel Rába               | HUN  | 75,95     |
| 4     | Ragnar Carlsson           | SWE  | 74,98 PB  |
| 5     | Yann Chaussinand          | FRA  | 73,47     |
| 6     | Alberto González          | ESP  | 72,71     |
| 7     | Jake Norris               | GBR  | 72,68     |
| 8     | Yeoryios Korakidis        | GRE  | 72,52     |

Datum: 21. Juli

#### Speerwurf
| Platz | Athlet            | Land | Weite (m) |
| ----- | ----------------- | ---- | --------- |
| 1     | Cyprian Mrzygłód  | POL  | 80,52 NJR |
| 2     | Aljaksej Katkawez | BLR  | 76,91 PB  |
| 3     | Lukas Moutarde    | FRA  | 74,22 PB  |
| 4     | Patriks Gailums   | LAT  | 73,43     |
| 5     | Norman Plischke   | GER  | 71,55     |
| 6     | Manu Quijera      | ESP  | 71,12     |
| 7     | Zakhar Mishchenko | UKR  | 70,52     |
| 8     | Jakub Kubinec     | SVK  | 69,80     |

Datum: 22. Juli

#### Zehnkampf
| Platz | Athlet             | Land | Punkte   |
| ----- | ------------------ | ---- | -------- |
| 1     | Niklas Kaul        | GER  | 8435 WJR |
| 2     | Johannes Erm       | EST  | 8141 PB  |
| 3     | Karel Tilga        | EST  | 8002 PB  |
| 4     | Ludovic Besson     | FRA  | 7823 PB  |
| 5     | Maximilian Vollmer | GER  | 7713 PB  |
| 6     | Toralv Opsal       | NOR  | 7620 SB  |
| 7     | Manuel Wagner      | GER  | 7541 PB  |
| 8     | Patryk Baran       | POL  | 7538 NJR |

Datum: 23. Juli

### Frauen

#### 100 m
| Platz | Athletin         | Land | Zeit (s) |
| ----- | ---------------- | ---- | -------- |
| 1     | Gina Akpe-Moses  | IRL  | 11,71    |
| 2     | Keshia Kwadwo    | GER  | 11,75    |
| 3     | Ingvild Meinseth | NOR  | 11,77    |
| 4     | Olivia Okoli     | GBR  | 11,86    |
| 5     | Bowien Jansen    | NED  | 11,95    |
| 6     | Klaudia Adamek   | POL  | 11,96    |
| 7     | Ciara Neville    | IRL  | 11,98    |
| 8     | Helene Rønningen | NOR  | 12,00    |

Datum: 21. Juli
Wind: −1,4 m/s

#### 200 m
| Platz | Athletin         | Land | Zeit (s)  |
| ----- | ---------------- | ---- | --------- |
| 1     | Maya Bruney      | GBR  | 23,04 EJL |
| 2     | Sophia Junk      | GER  | 23,45     |
| 3     | Katrin Fehm      | GER  | 23,49 PB  |
| 4     | Alisha Rees      | GBR  | 23,54     |
| 5     | Estelle Raffai   | FRA  | 23,58     |
| 6     | Lieke Klaver     | NED  | 24,06     |
| 7     | Martyna Kotwiła  | POL  | 24,14     |
| 8     | Helene Rønningen | NOR  | 24,25     |

Datum: 22. Juli
Wind: −1,0 m/s

#### 400 m
| Platz | Athletin             | Land | Zeit (s) |
| ----- | -------------------- | ---- | -------- |
| 1     | Anastassija Bryshina | UKR  | 52,01    |
| 2     | Andrea Miklós        | ROU  | 52,31 PB |
| 3     | Hannah Williams      | GBR  | 52,55 PB |
| 4     | Corinna Schwab       | GER  | 53,09 PB |
| 5     | Lauren Russell       | GBR  | 53,87    |
| 6     | Rebecca Borga        | ITA  | 53,91    |
| 7     | Natalia Kaczmarek    | POL  | 54,27    |
| 8     | Karolina Łozowska    | POL  | 54,52    |

Datum: 22. Juli

#### 800 m
| Platz | Athletin             | Land | Zeit (min) |
| ----- | -------------------- | ---- | ---------- |
| 1     | Khahisa Mhlanga      | GBR  | 2:06,96    |
| 2     | Ellie Baker          | GBR  | 2:07,01    |
| 3     | Gabriele Gajanová    | SVK  | 2:07,15    |
| 4     | Jana Reinert         | GER  | 2:07,17    |
| 5     | Eloisa Coiro         | ITA  | 2:07,79    |
| 6     | Mia Helene Mørck     | DEN  | 2:08,88    |
| 7     | Elise Vanderelst     | BEL  | 2:10,50    |
| 8     | Helene Holm Gottlieb | DEN  | 2:10,56    |

Datum: 22. Juli

#### 1500 m
| Platz | Athletin              | Land | Zeit (min)  |
| ----- | --------------------- | ---- | ----------- |
| 1     | Jemma Reekie          | GBR  | 4:13,25     |
| 2     | Liljana Georgiewa     | BUL  | 4:16,73 NJR |
| 3     | Harriet Knowles-Jones | GBR  | 4:17,53     |
| 4     | Amelia Quirk          | GBR  | 4:19,23     |
| 5     | Joana Staub           | GER  | 4:20,04     |
| 6     | Saija Seppä           | FIN  | 4:20,78     |
| 7     | Leila Hadji           | FRA  | 4:22,36     |
| 8     | Gaia Sabbatini        | ITA  | 4:22,84     |

Datum: 23. Juli

#### 3000 m
| Platz | Athletin          | Land | Zeit (min) |
| ----- | ----------------- | ---- | ---------- |
| 1     | Delia Sclabas     | SUI  | 9:10,13    |
| 2     | Mathilde Sénéchal | FRA  | 9:20,05 PB |
| 3     | Nadia Battocletti | ITA  | 9:24,01 PB |
| 4     | Jemma Reekie      | GBR  | 9:24,81    |
| 5     | Carla Gallardo    | ESP  | 9:30,20    |
| 6     | Cristina Ruiz     | ESP  | 9:31,07 PB |
| 7     | Marta García      | ESP  | 9:37,83    |
| 8     | Emine Akbingöl    | TUR  | 9:38,41 PB |

Datum: 22. Juli

#### 5000 m
| Platz | Athletin          | Land | Zeit (min)   |
| ----- | ----------------- | ---- | ------------ |
| 1     | Miriam Dattke     | GER  | 16:39,81     |
| 2     | Floor Doornwaard  | NED  | 16:41,71     |
| 3     | Tamara Mićević    | SRB  | 16:57,74 PB  |
| 4     | Marta García      | ESP  | 17:13,43     |
| 5     | Latife Güneş      | TUR  | 17:15,17     |
| 6     | Michela Cesarò    | ITA  | 17:15,75 PB  |
| 7     | Valentina Gemetto | ITA  | 17:25,69     |
|       | Jasmijn Lau       | NED  | 16:38,85 DSQ |

Datum: 23. Juli
Der Weltleichtathletikverband (IAAF) gab im Januar 2018 bekannt, dass die zunächst siegreiche Jasmijn Lau am Finaltag einen positiven Dopingtest abgegeben hatte. Die IAAF warf Lau kein Fehlverhalten vor, da sie von der in einem Tee enthaltenen Substanz nicht wissen habe können, und disqualifizierte sie deshalb nur für jenen Tag. Der nachrückenden Miriam Dattke wurde 2019 im Rahmen der Deutschen Meisterschaften im 10-km-Straßenlauf in Siegburg nachträglich die Goldmedaille überreicht.

#### 10.000 m Gehen
| Platz | Athletin      | Land | Zeit (min)   |
| ----- | ------------- | ---- | ------------ |
| 1     | Jana Smerdowa | ANA  | 47:19,69     |
| 2     | Teresa Zurek  | GER  | 47:33,20     |
| 3     | Meryem Bekmez | TUR  | 48:33,88 NJR |
| 4     | Marina Peña   | ESP  | 48:34,21 PB  |
| 5     | Irene Montejo | ESP  | 49:02,62 PB  |
| 6     | Julia Richter | GER  | 49:06,03     |
| 7     | Antia Chamosa | ESP  | 49:08,52 PB  |
| 8     | Eloise Terrec | FRA  | 49:19,26     |

Datum: 20. Juli

#### 100 m Hürden
| Platz | Athletin            | Land | Zeit (s) |
| ----- | ------------------- | ---- | -------- |
| 1     | Solène Ndama        | FRA  | 13,15 PB |
| 2     | Alicia Barrett      | GBR  | 13,28    |
| 3     | Klaudia Siciarz     | POL  | 13,33    |
| 4     | Elisa Di Lazzaro    | ITA  | 13,43    |
| 5     | Sophie Yorke        | GBR  | 13,51    |
| 6     | Marisa Vaz Carvalho | POR  | 13,60    |
| 7     | Klaudia Sorok       | HUN  | 13,72    |
| 8     | Sarah Koutouan      | FRA  | 14,05    |

Datum: 22. Juli
Wind: +0,1 m/s

#### 400 m Hürden
| Platz | Athletin         | Land | Zeit (s)  |
| ----- | ---------------- | ---- | --------- |
| 1     | Yasmin Giger     | SUI  | 55,90 NJR |
| 2     | Agata Zupin      | SLO  | 55,96 NR  |
| 3     | Viivi Lehikoinen | FIN  | 56,49 NJR |
| 4     | Linda Olivieri   | ITA  | 57,00 PB  |
| 5     | Lucie Krupařová  | CZE  | 58,33 PB  |
| 6     | Natalia Wosztyl  | POL  | 58,40 PB  |
| 7     | Lada Vondrová    | CZE  | 59,16     |
| 8     | Sára Mátó        | HUN  | 63,73     |

Datum: 23. Juli

#### 3000 m Hindernis
| Platz | Athletin            | Land | Zeit (min)  |
| ----- | ------------------- | ---- | ----------- |
| 1     | Lisa Oed            | GER  | 10:00,79 PB |
| 2     | Tazzjana Schabanawa | BLR  | 10:03,32 PB |
| 3     | Gülnaz Uskun        | TUR  | 10:19,44    |
| 4     | Lena Millonig       | AUT  | 10:22,97    |
| 5     | Derya Kunur         | TUR  | 10:24,00    |
| 6     | Alexa Lemitre       | FRA  | 10:25,76    |
| 7     | Lisa Vogelgesang    | GER  | 10:25,81    |
| 8     | Astrid Snäll        | FIN  | 10:32,58    |

Datum: 22. Juli

#### 4 × 100 m Staffel
| Platz | Land                   | Athleten                                                              | Zeit (s)  |
| ----- | ---------------------- | --------------------------------------------------------------------- | --------- |
| 1     | Deutschland            | Katrim Fehm Keshia Kwadwo Sophia Junk Jennifer Montag                 | 43,44 WJR |
| 2     | Frankreich             | Eloise de la Taille Sarah Richard-Mingas Estelle Raffai Marine Mignon | 44,03     |
| 3     | Vereinigtes Königreich | Ebony Carr Alisha Rees Maya Bruney Olivia Okoli                       | 44,17     |
| 4     | Irland                 | Molly Scott Sharlene Mawdsley Gina Akpe-Moses Ciara Neville           | 44,47     |
| 5     | Schweiz                | Jodith Goll Lynn Mantingh Veronica Vancardo Cynthia Reinle            | 45,07     |
| 6     | Belgien                | Lauries Bauwens Dominique Tchapda Lucie Ferauge Hanne Claus           | 45,28     |
| 7     | Spanien                | Jaël Bestué Patricia Urquía Andrea Verdú Carmen Marco                 | 45,33     |
| 8     | Niederlande            | Lieke Klaver Andrea Bouma Bowien Jansen Demi van den Wildenberg       | 45,61     |

Datum: 23. Juli

#### 4 × 400 m Staffel
| Platz | Land                   | Athleten                                                              | Zeit (min)      |
| ----- | ---------------------- | --------------------------------------------------------------------- | --------------- |
| 1     | Ukraine                | Iwanna Awramtschuk Dschojs Koba Iryna Martschak Anastassija Bryshina  | 3:32,82 WJL NJR |
| 2     | Deutschland            | Vanessa Aniteye Meike Gerlach Alica Schmidt Corinna Schwab            | 3:33,08         |
| 3     | Vereinigtes Königreich | Mair Edwards Maya Bruney Ella Barrett Hannah Williams                 | 3:33,68         |
| 4     | Polen                  | Natalia Wosztyl Karolina Łozowska Katarzyna Martyna Natalia Kaczmarek | 3:34,48         |
| 5     | Frankreich             | Léna Kandissounon Marine Mignon Iman Jean Kalyl Amaro                 | 3:34,54         |
| 6     | Italien                | Rebecca Borga Linda Olivieri Elisabetta Vandi Ilaria Verderio         | 3:35,86 NJR     |
| 7     | Finnland               | Aino Pulkkinen Nea Mattila Wilma Lassfolk Viivi Lehikoinen            | 3:39,33         |
| 8     | Slowakei               | Emma Zapletalová Gabriela Gajanová Simona Takácsová Mária Šimlovicová | 3:44,46         |

Datum: 23. Juli

#### Hochsprung
| Platz | Athletin                | Land | Höhe (m) |
| ----- | ----------------------- | ---- | -------- |
| 1     | Michaela Hrubá          | CZE  | 1,93     |
| 2     | Karyna Taranda          | BLR  | 1,87     |
| 3     | Maja Nilsson            | SWE  | 1,85     |
| 4     | Jelisaweta Simanowitsch | BLR  | 1,85     |
| 5     | Lada Pejchalová         | CZE  | 1,85     |
| 6     | Bianca Salming          | SWE  | 1,82     |
| 7     | Mareike Max             | GER  | 1,79     |
| 7     | Aleksandra Nowakowska   | POL  | 1,79     |

Datum: 23. Juli

#### Stabhochsprung
| Platz | Athletin           | Land | Höhe (m) |
| ----- | ------------------ | ---- | -------- |
| 1     | Lisa Gunnarsson    | SWE  | 4,40     |
| 2     | Molly Caudery      | GBR  | 4,35 PB  |
| 3     | Wilma Murto        | FIN  | 4,15     |
| 4     | Saga Andersson     | FIN  | 4,05     |
| 5     | Tamara Schaßberger | GER  | 4,05 =SB |
| 5     | Amálie Švábíková   | CZE  | 4,05     |
| 5     | Marijke Wijnmaalen | NED  | 4,05     |
| 8     | Elija Valentić     | CRO  | 3,90     |

Datum: 22. Juli

#### Weitsprung
| Platz | Athletin          | Land | Weite (m) |
| ----- | ----------------- | ---- | --------- |
| 1     | Milica Gardašević | SRB  | 6,46      |
| 2     | Tabea Christ      | GER  | 6,41 PB   |
| 3     | Kaiza Karlén      | SWE  | 6,32      |
| 4     | Petra Farkas      | HUN  | 6,28      |
| 5     | Diána Lesti       | HUN  | 6,26      |
| 6     | Maja Bedrač       | SLO  | 6,26      |
| 7     | Angelica Berriot  | FRA  | 6,22 PB   |
| 8     | Taika Koilahti    | FIN  | 6,14 =PB  |

Datum: 23. Juli

#### Dreisprung
| Platz | Athletin               | Land | Weite (m)  |
| ----- | ---------------------- | ---- | ---------- |
| 1     | Wijaleta Skwarzowa     | BLR  | 14,21 =WJL |
| 2     | Ilionis Guillaume      | FRA  | 13,97      |
| 3     | Naomi Ogbeta           | GBR  | 13,68      |
| 4     | Alexandra Natschewa    | BUL  | 13,64 PB   |
| 5     | Agnieszka Bednarek     | POL  | 13,09      |
| 6     | Aljaksandra Malafejewa | BLR  | 13,08      |
| 7     | Naiara Estanga         | ESP  | 12,97      |
| 8     | Anastasia Calinina     | MDA  | 12,79 SB   |

Datum: 21. Juli

#### Kugelstoßen
| Platz | Athletin            | Land | Weite (m) |
| ----- | ------------------- | ---- | --------- |
| 1     | Julia Ritter        | GER  | 17,24 WJL |
| 2     | Jorinde van Klinken | NED  | 16,89 PB  |
| 3     | Anna Niedbala       | POL  | 16,32 PB  |
| 4     | Divine Oladipo      | GBR  | 16,03     |
| 5     | Jessica Schilder    | NED  | 15,99     |
| 6     | Yemisi Ogunleye     | GER  | 15,69     |
| 7     | Michaela Walsh      | IRL  | 15,62     |
| 8     | Hanna Meinikmann    | GER  | 15,40 PB  |

Datum: 22. Juli

#### Diskuswurf
| Platz | Athletin            | Land | Weite (m) |
| ----- | ------------------- | ---- | --------- |
| 1     | Alexandra Emilianov | MDA  | 56,38     |
| 2     | Karolina Urban      | POL  | 53,88 PB  |
| 3     | Kristina Rakočević  | MNE  | 53,56     |
| 4     | Marija Tolj         | CRO  | 52,97     |
| 5     | Helena Leveelahti   | FIN  | 51,85     |
| 6     | Jorinde van Klinken | NED  | 51,53     |
| 7     | Estel Valeanu       | ISR  | 49,74 PB  |
| 8     | Annina Brandenburg  | GER  | 49,13     |

Datum: 21. Juli

#### Hammerwurf
| Platz | Athletin             | Land | Weite (m) |
| ----- | -------------------- | ---- | --------- |
| 1     | Kateřina Skypalová   | CZE  | 64,78     |
| 2     | Eva Mustafić         | CRO  | 63,09 PB  |
| 3     | Michaela Walsh       | IRL  | 61,27     |
| 4     | Johanna Witka        | FIN  | 60,59     |
| 5     | Kirsten Vogt         | GER  | 58,57     |
| 6     | Patrycja Maciejewska | POL  | 58,45     |
| 7     | Kiira Väänänen       | FIN  | 57,84     |
| 8     | Deniz Yaylaci        | TUR  | 56,90     |

Datum: 22. Juli

#### Speerwurf
| Platz | Athletin         | Land | Weite (m) |
| ----- | ---------------- | ---- | --------- |
| 1     | Nikol Tabačková  | CZE  | 55,10     |
| 2     | Carolina Visca   | ITA  | 53,65     |
| 3     | Elina Kinnunen   | FIN  | 52,94     |
| 4     | Carolin Näslund  | SWE  | 51,17     |
| 5     | Stella Weinberg  | NOR  | 50,79     |
| 6     | Marcella Liiv    | EST  | 50,33     |
| 7     | Afroditi Maniuu  | GRE  | 50,23     |
| 8     | Emma Oosterwegel | NED  | 48,08     |

Datum: 21. Juli

#### Siebenkampf
| Platz | Athletin            | Land | Punkte   |
| ----- | ------------------- | ---- | -------- |
| 1     | Alina Schuch        | UKR  | 6381 WJL |
| 2     | Géraldine Ruckstuhl | SUI  | 6357 NR  |
| 3     | Sarah Lagger        | AUT  | 6083 NJR |
| 4     | Niamh Emerson       | GBR  | 6013 PB  |
| 5     | Elizabeth Morland   | IRL  | 5801 NR  |
| 6     | Bianca Salming      | SWE  | 5791     |
| 7     | Adrianna Sułek      | POL  | 5784 NJR |
| 8     | Kate O’Connor       | IRL  | 5759 PB  |

Datum: 21. Juli

## Abkürzungen
- WR = Weltrekord
- WU20R = U20-Weltrekord
- OR = olympischer Rekord
- YOR = olympischer Jugendrekord
- AR = Kontinentalrekord
- AU20R = U20-Kontinentalrekord
- NR = nationaler Rekord
- NU20R = nationaler U20-Rekord
- CR = Meisterschaftsrekord
- MR = Veranstaltungsrekord
- WB = Weltbestleistung
- WU20B = U20-Weltbestleistung
- WU18B = U18-Weltbestleistung
- AB = Kontinentalbestleistung
- AU20B = U20-Kontinentalbestleistung
- AU18B = U18-Kontinentalbestleistung
- NB = nationale Bestleistung
- NU20B = nationale U20-Bestleistung
- NU18B = nationale U18-Bestleistung
- PB = persönliche Bestleistung
- SB = persönliche Saisonbestleistung
- QB = Qualifikationsbestleistung
- WL = Weltjahresbestleistung
- WU20L = U20-Weltjahresbestleistung
- WU18L = U18-Weltjahresbestleistung
- DSQ = disqualifiziert (engl. Disqualified)
- DNS = Wettkampf nicht angetreten (engl. Did Not Start)
- DNF = Wettkampf nicht beendet (engl. Did Not Finish)

## Medaillenspiegel
| Platz  | Land                        | Gold | Silber | Bronze | Gesamt |
| ------ | --------------------------- | ---- | ------ | ------ | ------ |
| 01     | Deutschland                 | 5    | 7      | 1      | 13     |
| 02     | Vereinigtes Königreich      | 5    | 6      | 8      | 19     |
| 03     | Ukraine                     | 4    | 1      | 1      | 6      |
| 04     | Frankreich                  | 3    | 5      | 4      | 12     |
| 05     | Italien                     | 3    | 5      | 1      | 9      |
| 06     | Schweiz                     | 3    | 1      | 0      | 4      |
| 07     | Norwegen                    | 3    | 0      | 1      | 4      |
| 08     | Tschechien                  | 3    | 0      | 0      | 3      |
| 09     | Belarus                     | 2    | 5      | 0      | 7      |
| 10     | Polen                       | 2    | 4      | 3      | 9      |
| 11     | Schweden                    | 2    | 0      | 2      | 4      |
| 12     | Authorised Neutral Athletes | 2    | 0      | 0      | 2      |
| 13     | Niederlande                 | 1    | 1      | 1      | 3      |
| 13     | Rumänien                    | 1    | 1      | 1      | 3      |
| 15     | Kroatien                    | 1    | 1      | 0      | 2      |
| 16     | Irland                      | 1    | 0      | 2      | 3      |
| 17     | Griechenland                | 1    | 0      | 1      | 2      |
| 18     | Moldau                      | 1    | 0      | 0      | 1      |
| 18     | Serbien                     | 1    | 0      | 0      | 1      |
| 20     | Spanien                     | 0    | 2      | 5      | 7      |
| 21     | Finnland                    | 0    | 1      | 4      | 5      |
| 22     | Belgien                     | 0    | 1      | 1      | 2      |
| 22     | Estland                     | 0    | 1      | 1      | 2      |
| 24     | Bulgarien                   | 0    | 1      | 0      | 1      |
| 24     | Slowenien                   | 0    | 1      | 0      | 1      |
| 26     | Türkei                      | 0    | 0      | 3      | 3      |
| 27     | Ungarn                      | 0    | 0      | 1      | 1      |
| 27     | Montenegro                  | 0    | 0      | 1      | 1      |
| 27     | Österreich                  | 0    | 0      | 1      | 1      |
| 27     | Slowakei                    | 0    | 0      | 1      | 1      |
| Gesamt | Gesamt                      | 44   | 44     | 44     | 132    |